# Michael Schultz
Michael A. Schultz (* 10. November 1938 in Milwaukee, Wisconsin) ist ein US-amerikanischer Regisseur und Filmproduzent.

## Leben
Nach dem Abschluss seiner Bachelor-Arbeit, die er an der University of Wisconsin–Madison und der Marquette University absolvierte, wechselte er an die Princeton University. Dort führte er 1966 bei einer Produktion von Warten auf Godot seine erste Regie.
1968 trat er der Negro Ensemble Company bei, die ihn 1969 an den Broadway brachte. Seinen Durchbruch als Regisseur hatte er 1972 mit Lorraine Hansberrys To Be Young, Gifted and Black, welches er für das Fernsehen neu arrangierte.
Schultz' frühste Filmprojekte waren seichte sozialkritische Komödien wie Honeybaby, Honeybaby und Cooley High (1975), die ihren Höhepunkt mit Car Wash – Der ausgeflippte Waschsalon (1976) und Which Way is Up? (1977), mit Richard Pryor in der Hauptrolle, erreichten. Car Wash wurde 1977 für die Goldene Palme bei den Internationalen Filmfestspielen von Cannes nominiert und Schultz erhielt auf dem Festival den „Technical Grand Prize“.
1978 führte Schultz bei der Verfilmung des Musicals Sgt. Pepper's Lonely Hearts Club Band Regie, für die er das höchste Budget erhielt, das ein afroamerikanischen Filmregisseur bis zu diesem Zeitpunkt erhalten hatte. Der Film erhielt nach seiner Veröffentlichung schlechte Kritiken und wurde zu einem kommerziellen Misserfolg. Zu Schultz' erfolgreicheren Filmen gehörten Scavenger Hunt (1979) und Das Chaoten-Team (1987).
In jüngerer Zeit arbeitete Schultz oft für das Fernsehen. Er pilotierte bekannte Fernsehserien wie Die Abenteuer des jungen Indiana Jones oder Picket Fences – Tatort Gartenzaun und führte bei mehreren Fernsehfilmen Regie.
Im Jahr 1991 wurde Schultz in die Black Filmmakers Hall of Fame aufgenommen.
Schultz ist seit dem 6. Dezember 1965 mit Gloria Schultz (Künstlername Lauren Jones) verheiratet. Sein Sohn Brandon Schultz arbeitet als Schauspieler.

## Filmografie (Auswahl)

### Fernsehen
- To Be Young, Gifted, and Black (1972)
- Detektiv Rockford – Anruf genügt (1974) Fernsehserie
- Starsky & Hutch (1975) Fernsehserie
- Baretta (1975) Fernsehserie
- Benny's Place (1982)
- For Us the Living: The Medgar Evers Story (1983)
- 1984: C.A.S.H. (The Jerk, Too)
- The Spirit (1987)
- Die Zeitfalle (1987)
- Rock 'n' Roll Mom (1988)
- Tarzan in Manhattan (1989)
- Hammer, Slammer, & Slade (1990)
- Jury Duty: The Comedy (1990)
- Mein unsichtbarer Freund (Day-O) (1992)
- Diagnose: Mord (1993) Fernsehserie
- Young Indiana Jones and the Hollywood Follies (1994)
- Chicago Hope – Endstation Hoffnung (1994) Fernsehserie
- Shock Treatment (1995)
- Young Indiana Jones: Travels with Father (1996)
- Ally McBeal (1997) Fernsehserie
- Practice – Die Anwälte (1997) Fernsehserie
- Killers in the House (1998)
- Ally (1999) Fernsehserie
- The Adventures of Young Indiana Jones: Tales of Innocence (1999)
- Philly (2001) Fernsehserie
- L.A. Law – Der Film (2002)
- Everwood Fernsehserie
- Brothers & Sisters Fernsehserie
- Cold Case – Kein Opfer ist je vergessen (2006) Fernsehserie
- Eli Stone (2007) Fernsehserie
- Dirty Sexy Money (2007) Fernsehserie
- Chuck (2010) Fernsehserie
- Manifest (2018) Fernsehserie, eine Folge

### Film
- Together for Days (1972)
- Honeybaby, Honeybaby (1974)
- Cooley High (1975)
- Car Wash – Der ausgeflippte Waschsalon (1976)
- Greased Lightning (1977)
- Which Way Is Up? (1977)
- Sgt. Pepper's Lonely Hearts Club Band (1978)
- Scavenger Hunt (1979)
- Bustin' Loose (1981)
- Carbon Copy (1981)
- Krush Groove (1985)
- The Last Dragon (1985)
- Das Chaoten-Team (1987)
- Livin' Large! (1991)
- Woman Thou Art Loosed (2004)

### Theater
- 1968: God is a (Guess What?)
- 1968: Kongi's Harvest
- 1968: Song of the Lusitanian Bogey
- 1969: The Reckoning (1969)
- 1969: Does a Tiger Wear a Necktie?
- 1970: Operation Sidewinder
- 1971: The Dream on Monkey Mountain
- 1972: Der Kirschgarten
- 1972: Thoughts
- 1974: What the Wine-Sellers Buy
- 1991: Mule Bone

## Auszeichnungen und Preise
- 1968: Obie Award für die „Beste Regie“ bei der Theateraufführung von Song of the Lusitanian Bogey
- 1977: Nominierung für die Goldene Palme und den „Prix Vulcain de l'artiste technicien“ bei den Internationalen Filmfestspielen von Cannes für Car Wash – Der ausgeflippte Waschsalon
- 1991: Aufnahme in die Black Filmmakers Hall of Fame
- 2004: Auszeichnung „Bester Film“ für Woman Thou Art Loosed beim American Black Film Festival
- 2004: Auszeichnung „Bester Amerikanischer Film“ für Woman Thou Art Loosed beim Santa Barbara International Film Festival
- 2005: Black Reel Award für die „Beste Regie“ für das Independent Movie Woman Thou Art Loosed
- 2010: Nominierung für den Image Award in der Kategorie „Regie“ für die Folge Second Chances (2009) der Comedy-Fernsehserie Drop Dead Diva